# تصميم لعبة فيديو
تصميم لعبة (بالإنجليزية: Game design) (فرع من تطوير اللعبة) هو عملية تصميم المحتوى والقواعد للعبة في مرحلة ما قبل الإنتاج، وتصميم طريقة اللعب، البيئة، القصة والشخصيات أثناء عملية الإنتاج.

## التخصصات
- تصميم العالم

إنشاء الخلفية الدرامية، الإعداد وموضوع اللعبة. لعبة كرة
- تصميم النظام

إنشاء قواعد اللعبة والأنماط الرياضية الكامنة.
- تصميم المحتوى

إنشاء الشخصيات، المواد، الألغاز و المهام.
- كتابة اللعبة

يتضمن كتابة الحوار، النص والقصة.
- تصميم المستوى

بناء مستويات العالم وملامحها.
- تصميم واجهة المستخدم

بناء واجهة ردود الفعل والتفاعل مع المستخدم